# シーリーン・エバーディー
シーリーン・エバーディー（شيرين عبادي　Shīrīn Ebādī、シリン・エバディ、1947年6月21日 - ）は、イランの弁護士で、人権活動家、民主運動家。2003年10月10日に、ノーベル平和賞を授与されており、ノーベル賞を受賞する最初のイラン人で、最初の女性イスラム教徒（ムスリマ）である。

## 来歴・人物

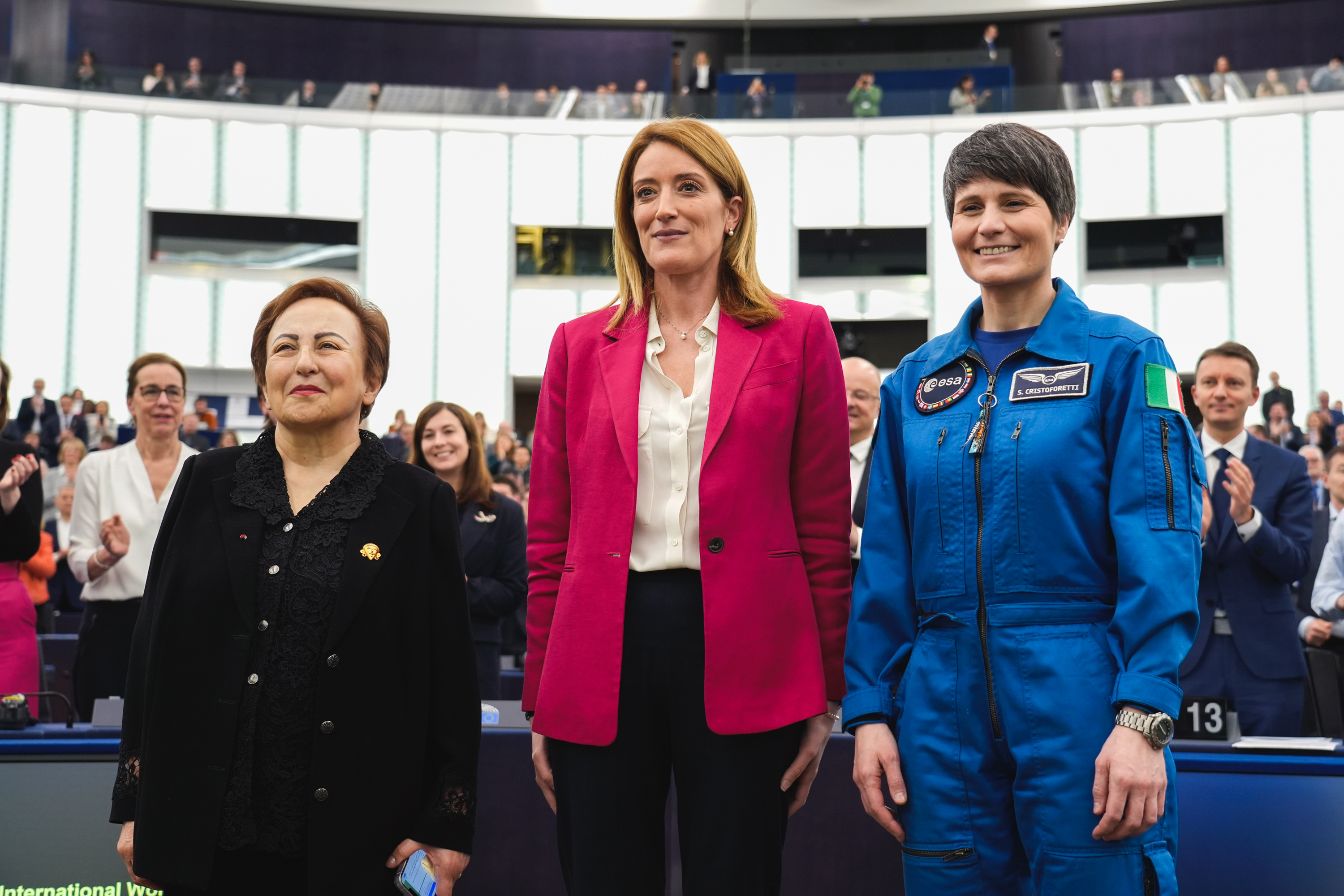
左からエバーディー、ロベルタ・メツォラ欧州議会議長、宇宙飛行士のサマンサ・クリストフォレッティ（2023年3月）

ハマダーン出身。テヘラン大学で法学を学ぶ。1975年にイラン初の女性裁判官となり、テヘランの裁判所に勤務するが、1979年のイラン革命により失職。のちに弁護士として法曹界に復帰した。
イスラム法学者が指導するイスラム共和国体制下で、イスラム法（シャリーア）の厳格な施行のもとで女性や子供の地位が制限されていることを訴え、現代の人権思想に適合した法改正を訴えて活動。欧米の短絡的なイスラム観にも批判的な立場を取っている。反体制運動家や改革運動家の弁護を進んで引き受けたために保守派に警戒され、数度の逮捕と投獄を経験した。2001年にはテヘランにイランの国内人権機関である人権擁護者センター（DHRC）を創設しその代表者となった。副代表は2023年にノーベル平和賞を受賞したナルゲス・モハンマーディが務めている。
2009年11月に、貸金庫に保管されていた2003年のノーベル平和賞のメダルおよび賞状がイラン当局によって押収された。イラン大統領選再投票を求める反政府デモを政府が弾圧したことを批判したことによる圧力と見られている。また平和賞の賞金130万ドル（約1億1000万円）に対し、約1/3の41万ドルを税金として支払うことも要求していたといわれ、代表を務める人権団体事務所もイラン警察当局によって封鎖されている。なお、ノーベル賞が国家によって押収された初めての事例となる。
テヘランに住み、弁護士として活動する一方、母校テヘラン大学で教鞭をとり、法学を講じていたが、2009年6月以降は、反体制派への弾圧が激しくなったこともありイギリスに亡命している。